# Anthurium magnifolium
Anthurium magnifolium är en kallaväxtart som beskrevs av Thomas Bernard Croat och J.Rodr.Salvador. Anthurium magnifolium ingår i släktet Anthurium och familjen kallaväxter. Inga underarter finns listade.